# Salara
Salara település Olaszországban, Veneto régióban, Rovigo megyében. Lakosainak száma 1040 fő (2023. január 1.). Salara Bagnolo di Po, Calto, Ficarolo, Ceneselli, Trecenta és Sermide e Felonica községekkel határos.

## Népesség
A település lakossága az elmúlt években az alábbi módon változott:
| Lakosok száma | 1144 | 1148 | 1040 |
|               | 2017 | 2018 | 2023 |